# IC 4515
Galaxie spirale
IC 4515 est une galaxie spirale de séquence de Hubble Sa ? dans la constellation Bouvier. Elle se trouve à environ 427 millions d'années-lumière de la Voie lactée.
L'objet a été découvert par Stéphane Javelle le 10 juillet 1896.